# Agrothereutes ramuli
Agrothereutes ramuli là một loài tò vò trong họ Ichneumonidae.